# El Periódico de Aragón
Ne doit pas être confondu avec El Periódico de Catalunya.
 (novembre 2024).
El Periódico de Aragón est un quotidien en espagnol édité à Saragosse. Fondé en 1990, il est l’un des principaux journaux régionaux en Aragon.

## Histoire
El Periódico de Aragón, fondé le 23 octobre 1990, est le second quotidien d'Aragon par son tirage, derrière le Heraldo de Aragón et devant le Diario del Alto Aragón[source insuffisante]. 
En 2019, Prensa Ibérica rachète son précédent propriétaire Grupo Zeta.

## Place El Periódico de Aragón
En 2015, la mairie de Saragosse a décidé de baptiser une place de la ville en l'honneur du journal El Periódico de Aragón, pour commémorer son 25e anniversaire.

## Traversée centrale des Pyrénées
Si deux tunnels routiers existent, Tunnel de Bielsa et Tunnel routier du Somport, le rétablissement de la liaison ferroviaire (Tunnel ferroviaire du Somport) reste un projet. Le journal rend compte régulièrement de la question des liaisons, par rail ou par route, via les Pyrénées entre l'Aragon et la France (et vers l'Europe).